# Distrito electoral de Beaver City (condado de Furnas, Nebraska)
Beaver City (en inglés: Beaver City Precinct) es un distrito electoral ubicado en el condado de Furnas en el estado estadounidense de Nebraska. En el Censo de 2010 tenía una población de 104 habitantes y una densidad poblacional de 0,57 personas por km².

## Geografía
Beaver City se encuentra ubicado en las coordenadas 40°5′16″N 99°47′53″O / 40.08778, -99.79806. Según la Oficina del Censo de los Estados Unidos, Beaver City tiene una superficie total de 183.46 km², que corresponden a tierra firme.

## Demografía
Según el censo de 2010, había 104 personas residiendo en Beaver City. La densidad de población era de 0,57 hab./km². De los 104 habitantes, Beaver City estaba compuesto por el 98.08% blancos, el 0.96% eran amerindios, el 0.96% eran asiáticos. Del total de la población el 0.96% eran hispanos o latinos de cualquier raza.